# Bei der Schleifmühle 26

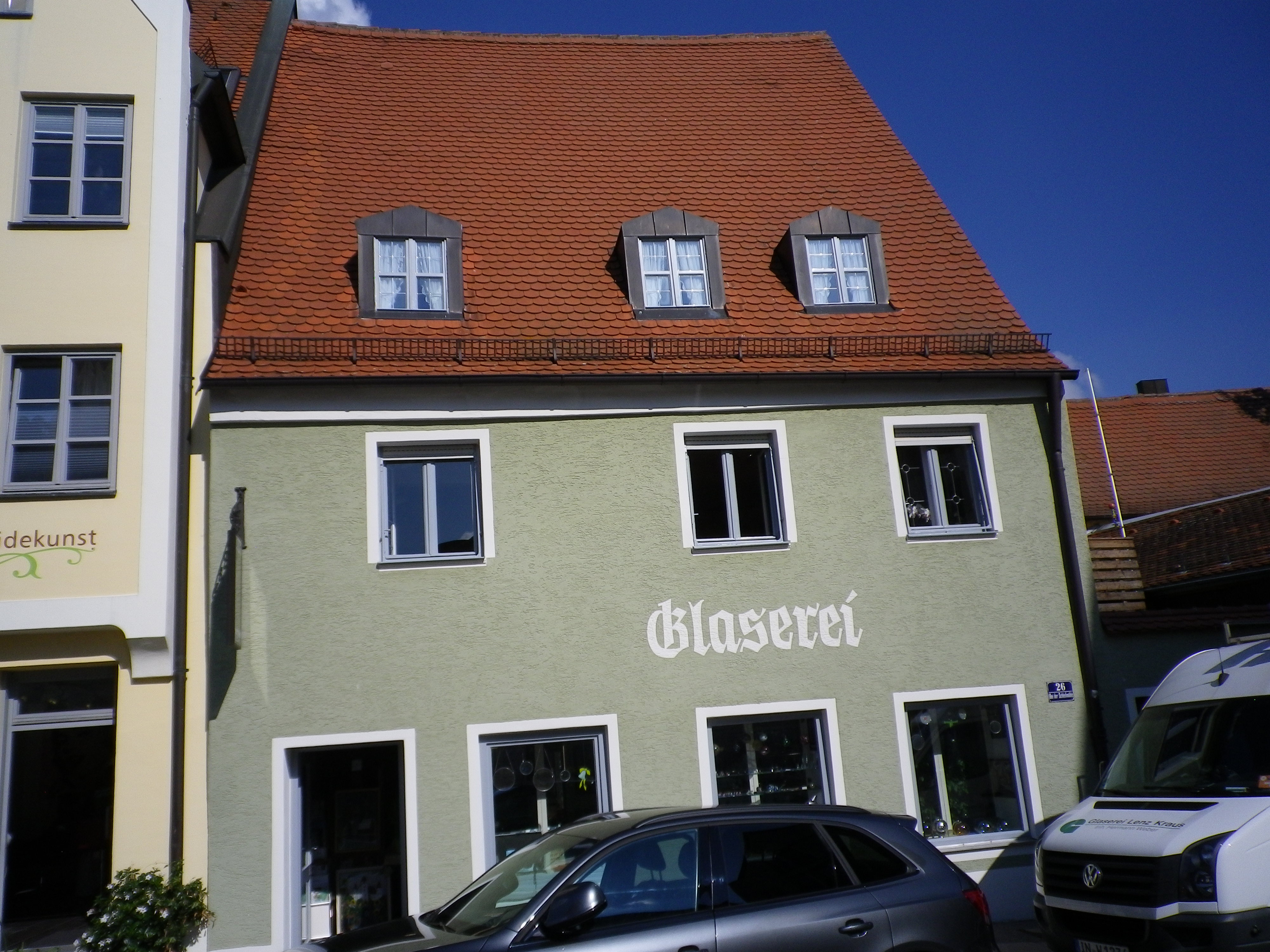
Bei der Schleifmühle 26

Bei der Schleifmühle 26 ist ein zweigeschossiges Wohnhaus in Ingolstadt. Der vermutlich auf mittelalterlichen Bestand zurückgehende Traufseitbau ist unter der Nummer D-1-61-000-71 als Denkmalschutzobjekt in der Liste des Bayerischen Landesamtes für Denkmalpflege eingetragen.